# نادي أولمبيك خريبكة
نادي أولمبيك خريبكة هو نادي رياضي مغربي من مدينة خريبكة، كان ينشط بدوري الدرجة الثانية المغربي وتمكن من الصعود للدوري المغربي الممتاز بداية من موسم 1982-1983. هبط نهاية الموسم 2019-2020 إلى الدرجة الثانية، بعد احتلاله للمركز ما قبل الأخير. ليعود سريعا في الموسم التالي إلى أندية الدرجة الأولى من البطولة الوطنية الاحترافية، عقب الفوز الذي حققه على الشباب الرياضي السالمي بهدف دون رد ضمن منافسات الجولة 29 من بطولة القسم الثاني.، كان تحت وصاية المكتب الشريف للفوسفاط من الفرق المغربية الضاربة في القدم حيث تأسست سنة 1923.

## بداية أولمبيك خريبكة
تأسس أولمبيك خريبكة لكرة سنة 1923. وكانت كل عناصره في البداية تتشكل من الفرنسيين العاملين في قطاع الفوسفاط آنذاك حيث كان المغاربة يعانون من الحصار الفرنسي في إطار الوصاية أو الحماية التي كانت تفرضها فرنسا على التراب المغربي. غياب المغاربة في تلك الفترة عن لعبة كرة القدم يعود إلى أسباب عديدة منها الجهل برياضة كرة القدم وحياة البدو والترحال لسكان المنطقة آنذاك وقلة العنصر البشري ومع مرور السنين بدأت لعبة كرة القدم تتطور وتعرف انتشارا نسبيا بين المغاربة الذين احتكوا بالفرنسيين وكذلك إلى رسم قانون مغربي يفرض تحديد عدد الأروبيين بالفرق المغربية وقد كان من بين المغاربة الأوائل الذين زاولوا كرة القدم ويعدون على رؤوس الأصابع نذكر منهم علي إيدام والحاج بوشعيب وبهي والشريف والحاج الصحراوي. قد اقتصرت أنشطة الفريق في البداية الذي كان يحمل اسم فريق المكتب الشريف للفوسفاط، على دوريات محلية وجهوية وفي بعض الأحيان وطنية لكن بعد اكتمال المركب الرياضي أو ما يسمى بمركب الفوسفاط حاليا بدأت تتوسع قاعدة اللعبة وبدأت تسجل مشاركة فرق من وادي زم وقصبة تادلة وأبي الجعد والدار البيضاء ومراكش إضافة إلى تنظيم دوريات دولية بمشاركة فرق إنجليزية وفرنسية.
كان يتشكل في بدايته من مجموعة كبيرة من المعمرين الفرنسيين والإسبان الذين استوطنوا المدينة في بداية العشرينات من القرن الماضي في إطار من الجمعيات الرياضية المحلية حيث كان هناك تهميش وإقصاء كبير للعنصر المغربي لعدة أسباب أخرى تنضاف لسياسة المستعمر وقلة عدد سكان المدينة الذين لم يكونوا يتجاوزون 8000 نسمة سنة 1936 زيادة على قلة وسائل الممارسة الرياضية وحصرها على نخبة من الأوربيين، وأبرزهم الفرنسيين بيرطازا، كوشيرا، رويز، باكي، كارسيا، باسكال، مانييوس، لولولوبيز، لوريي الذي أصبح فيما بعد رئيسا للفريق زيادة على لاعبين إسبان أمثال أوزينا، كاسطو، بيري، ناندا، ماريس.
مع مرور السنوات تم السماح لثلاثة مغاربة فقط للممارسة رفقة العنصرالأوربي بعدما سارع المسؤولون عن الرياضة في عهد الحماية لإصدار قرار يفرضون فيه تحديد عدد اللاعبين الأجانب بالجمعيات الرياضية. ومن بين الأسماء التي سمح لها بالممارسة إلى جانب الأوروبيين: سي علي ادام، الحاج بوشعيب، بيهي، الشريف، العروي، حمي وأبرزهم الحاج محمد كرمات المعروف بالحاج الصحراوي.
وفي مرحلة لاحقة ظهرت عدة أسماء أخرى: بوعزة جوزيف، الكومندار حجاج، ولد خديجة، المعطي وصالح بدري. كانت البداية الأولى للفريق في الأقسام الجهوية المحلية داخل منافسات العصبة الجهوية(بطولة القسم الأول شطر الوسط)، حتى تأتى له المشاركة في بداية الثلاثينات والانخراط في برنامج بطولة القسم الأول (القسم الثاني حاليا)المشكل آنذاك من 3 أشطر هي الوسط، الشمال والجنوب، بجانب فرق أمثال نادي فضالة المحمدية، بريد الرباط، الإديال البيضاوي، الصخور السوداء البيضاوي، الأولمبيك البيضاوي ونادي مزغان الجديدي.

رخصة الموافقة على إنشاء نادي أولمبيك خريبكة الممنوحة سنة 1923 من طرف وزارة الحرب الفرنسية آنذاك.

مجموعة المكتب الشريف للفوسفاط ـ المحتضن الرسمي للنادي

## شعارات النادي
- شعار النادي الأول الذي يرمز لطبقة العمال.
- آخر شعار للنادي استعمله الفرنسيون قبل أن يتم تغييره سنة 1956.

شعار آخر لأولمبيك خريبكة

الشعار الحال للنادي

## سجل النادي
|  | البطولات               | عدد الألقاب | سنوات الألقاب |
|  | ---------------------- | ----------- | ------------- |
|  | الدوري المغربي الممتاز | 1           | 2007          |
|  | كأس العرش              | 2           | 2006، 2015    |

- البطولة العربية للأندية الفائزة بالكؤوس : مرة واحدة سنة 1996

## طقم النادي
| الطقم التاريخي للنادي الذي ارتداه أول مرة سنة 1923. |

- أطقم النادي الحالية (2013 - 2014)

| الطقم الرسمي | الطقم الاحتياطي 1 | الطقم الاحتياطي 2 | الطقم الاحتياطي 3 |

## قبل الحرب العالمية الثانية
استطاع أولمبيك خريبكة تخطي المنافسة الجهوية وانخرط في برنامج أندية القسم الأول إلى جانب الاتحاد الرياضي للقنيطرة والأولمبيك البيضاوي ونادي مزغان ونادي فضالة والبريد الرباطي وإيديال والصخور السوداء.
وبسبب اندلاع الحرب العالمية الثانية 1939-1945 كان لزاما توقف البطولة لمدة موسمين متتاليين 1939/1940 و1940/1941 من طرف سلطات الاحتلال الفرنسي التي أوجدت بديلا يتجلى في كأس الحرب الذي شارك فيه فريق أولمبيك خريبكة دون تحقيق نتائج جيدة إلى جانب كل الأندية المنضوية تحت لواء عصبة المغرب لكرة القدم التي كانت تعد واحدة من 22 عصبة تابعة للجامعة الفرنسية لكرة القدم بالإضافة لعصبة تونس، عصبة الجزائر العاصمة، عصبة قسطنطينة وعصبة وهران.
وهكذا بعد عودة البطولة موسم 1941-1942 تابع منافسته في بطولة العصبة الجهوية، طيلة فترة الأربعينات وبداية الخمسينات حتى حصول المغرب على الاستقلال، من أجل الصعود للأقسام العليا دون أن يتأتى له ذلك نظرا لصعوبة المنافسة آنذاك.
وقد كان لوجود القاعدة العسكرية بالمدينة التأثير الحسن لخلق جو من المنافسات للفريق في دوريات عدة معززا بالعديد من الجنود المقيمين بالقاعدة، من بينها الدوري الحبي الذي جرى يوم 12 مارس 1944 بمدينة خريبكة بمشاركة 4 فرق هي النادي البريطاني RAF، أولمبيك اخريبكة، النادي الوطني للبحرية، نادي الطيران لتادلة.

## بعد الحرب العالمية الثانية
توقفت المنافسات وعاد الفريق الخريبكى إلى المنافسة الجهوية حيث لبت بهذا القسم إلى حدود الموسم 1962ـ1963، حيث تغير اسم الفريق وأصبح يحمل اسم الاتحاد الرياضي لعمال خريبكة خاصة بعد القطيعة التي وقعت بين العناصر المغربية والعناصر الفرنسية وقد استطاع المغاربة تحقيق الصعود إلى القسم الثاني وبقي الفريق يزاول بهدا القسم حيث برزت أسماء عديدة كعبد الحق بولقجام والإخوة فتير والشرقي الكريفي والحاج الزيوي والفاطمي ومزدي وغيرها من الأسماء.

## نهاية الهيمنة الفرنسية
كان الكل يتفائل خيرا بنهاية فترة الهيمنة الفرنسية على الفريق وبعد حصول المغرب على الاستقلال ونتيجة صراعات داخلية بين مغاربة وفرنسيين بالفريق، تم نهايته تجميد عمل ونشاط الفريق داخل عصبة الشاوية لتقتصر مشاركاته في البطولة المهنية العمالية القسم الثاني لمدة تقارب 10 سنين بجانب فرق تشكل أبرز المؤسسات الاقتصادية خاصة الدار البيضاء.

## الصعود إلى قسم الصفوة
كانت هناك رغبة أكيدة وملحة من طرف كل الأطياف المشكلة للفريق لحلم الصعود للقسم الأول، وبهدف توحيد الجهود والانفراد بمنحة الفوسفاط تم الاتفاق على تكوين فريق خليط مشكل من أبرز العناصر التي تمارس بالإقليم، حيث تم جلب لاعبي أولمبيك بوجنيبة التي انزلقت إلى القسم الشرفي خاصة كنزي، عدلي، حرشي، لقصير (مساعدالمدرب الحالي لأولمبيك اخريبكة)، ولاعبي أولمبيك بولنوار: زيان ولفسيس، بالإضافة إلى لعجاجي من أولمبيك حطان والفضلاوي من سريع واد زم، وتم الاحتفاظ بالعناصرالمتمرسة بالفريق: مسكاوي، الحسين بيتا، طريشين، حسن جاي (مدرب المنتخب
الوطني المغربي للفتيان)
هكذا تشكلت البنية البشرية لفريق أولمبيك خريبكة بهدف احتلال مقدمة الترتيب، وعلى مستوى التأطير تم جلب المدرب مصطفى البطاش اللاعب الدولي البارز والمحترف سابقا بفرنسا.
كل هاته العوامل كانت مساعدة ودعما كبيرا لتحقيق الصعودموسم 1982/1983 حيث احتل الفريق الصف الأول بالقسم الوطني الثاني شطر الشاوية (كان هناك 4 أشطر) وتأهل بالتالي للعب مباراة السد لتحديد الوافد الجديد للقسم الأول أمام فريق وداد آسفي متزعم شطر الجنوب بملعب الحارثي بمراكش حيث كان الفوز من نصيب الخريبكيين بعد اللجوء للضربات الترجيحية لانتهاء الوقت القانوني بالتعادل هدفين لمثلهما.
إذا ففي موسم 1982ـ1983 سيحقق الفريق حلم الصعود إلى قسم الصفوة بعد انتصاره على وداد آسفي بالضربات الترجيحية بعدما انتهى الوقت القانوني بالتعادل 2ـ2 حيث كان يدربه آنذاك البطاش ومن الأسماء التي ساهمت في تحقيق الصعود نذكر محمد القصير ومحمد اجاي والحبيب والمسكاوي وكنزي والعجاجي والفصيص وزيان.كماتجدر الإشارة إلى الدور الفعال الذي لعبه الزموري فؤاد في تنشيط الفريق الخريبكي كلاعب وكمدرب.

## ملعب النادي
ملعب الفريق حاليا هو مركب الفوسفاط، وهو ملعب عريق حيث يعود تاريخ بنائه إلى عشرينيات القرن الماضي. أصبح مركب الفوسفاط بخريبكة، صغيرا ولا يستوعب حجم الجمهور الذي يتردد عليه خلال مختلف المباريات والمواعيد الرياضية، كما أنه بات متقادما حيث يعود تاريخ تأسيسه لعام 1923، أي في عهد الحماية الفرنسية، قبل أن يحظى بتعشيب بساطه الأخضر في عهد الرئيس إدريس بنهيمة في الموسم الرياضي 1988 في أرضية معشوشبة تعد من بين الأجود في المغرب، كما أن الجمهور الذي يرتاد مدرجات ومرافق مركب الفوسفاط بخريبكة، يعاني من غياب مرافق جد أساسية. ويوفر المكتب الشريف للفوسفاط في مدينة خريبكة فقط 53 ملعبا وقاعة وحلبة تمارس بها 17 رياضة وفرعا، منها 9 تخص كرة القدم و7 لكرة اليد و12 لكرة السلة و6 للكرة الطائرة و4 لكرة المضرب وواحد للكرة الحديدية والكرة المستطيلة.

## ملعب جديد
حاليا هناك مشروع بناء ملعب جديد. فقد أكد مسؤولو النادي أن أولمبيك خريبكة سيحصل على أحد أكبر الملاعب على الصعيد الأفريقي وذلك بعد عدة مشاورات بين مسؤولي المدينة والمكتب الشريف للفوسفاط الذي تبنى هذا المشروع وبتمويل تام من طرف هذا الأخير بصفته المحتضن الرسمي للنادي منذ تأسيسه العام 1923. ولقد تم معاينة القطعة الأرضية التي سيبنى عليها الملعب ومساحتها 30 هكتار وكذلك الميزانية المخصصة لهذا الغرض. وبذلك ستتقوى البنية التحتية للمدينة والنادي كما تقرر الاحتفاظ بالملعب الحالي وذلك لما يشكله من أهمية تاريخية للنادي حيث سيخصص هذا الملعب مستقبلا فقط للتداريب ومباريات الفئات الصغرى كفئة الشبان. وقد تقرر البدء بهذا المشروع سنة 2013. وقد نضم نادي الأولمبيك حفلا كبيرا للإعلان عن المشروع والشركة التي فازت بعقد البناء. وذلك بعد إنجاز مكتبين للدراسات، واحد أوروبي وآخر مغربي لدراسة التصاميم المستفيضة حول ذات المشروع، الذي سيضم مرافق متنوعة وملاعب لكل الفروع الرياضية المنضوية تحت لواء النادي المتوفر حاليا على سبعة عشر فرعا.
- (بالعربية) / فيديو:الإعلان عن مشروع بناء الملعب الجديد لخريبكة على يوتيوب

## بداية عصر الألقاب
برز اسم أولمبيك خريبكة بشكل لافت حيث وصل إلى نهاية كأس العرش 5 مرات وفاز بها خلال موسم 2005 ـ 2006 بأول مرة بتاريخه بعد انتصاره أمام حسنية أكادير ب 1ـ0 وكذلك بطولة المغرب موسم 2006 - 2007 كما فاز بكأس العرب للفرق الفائزة بالكأس بعد انتصاره على الفيصلي الأردني في لقاء النهاية، وكان يدربه آنذاك المدرب اللوزاني، وقد تعاقب على تدريب الفريق منذ صعوده إلى القسم الأول كل من عبد الخالق اللوزاني وعبد القادر يومير والقباج وزراي ويوري وفاريا وريدل وجواد الميلاني وبليندة والملحاوي ومصطفى مديح، كما تعاقب على رئاسته كل من خليل الداهي والعافري وفكري وبن هيمة وناقوش وحمدي وسلاك وأحمد الشاربي الرئيس الحالي. وتجدر الإشارة أن الفريق الفوسفاطي عاش كبوة خلال موسم 93 ـ 94 أدت إلى مغادرته القسم الأول لكنه عاد سريعا إلى مكانته الأصلية خلال موسم 94 ـ 95 وكان يدرب آنذاك المدرب فاريا بمساعدة جواد الميلاني ورئاسة أحمد حمدي.

### البطولة المغربية
الفوز بدرع الدوري المغربي لأول في تاريخ الفريق موسم 2006 - 2007، وصيف البطل مرتين موسم 1983/1984 وراء فريق الجيش الملكي بفارق 4 نقاط وموسم 1988/1989 مناصفة مع المغرب الفاسي بفارق نقطة واحدة عن الجيش الملكي بعد القصة المعروفة آنذاك للجامعة والتي حجبت اللقب عن محبي الفريق الفوسفاطي بخصم 3 نقاط بسبب إشراك الحارس سيبوس الذي سبق له الاعتذار سابقا عن تربص المنتخب المغربي بسبب المرض في مباراة الفريق برسم الدورة الأخيرة التي فاز فيها على فريق المغرب الفاسي 2-0، حيث تم الإعلان عن ذلك مساء يوم السبت بواسطة وسائل الإعلام المغربية دون إخبار الفريق المعني بالأمر والذي كان في تربص مغلق بمدينة خريبكة استعدادا لمباراة حاسمة أمام اتحاد سيدي قاسم.
كما أنه نجا من السقوط للقسم الثاني مرتين بفارق نقطة واحدة عن الخط الأحمر والمرتبة 15 خلال موسمي 1993/1994 و1996/1997 في مصادفة غريبة حيث كان نصيب النزول حصرا على فريق اتحاد سيدي قاسم الذي كان قد حقق معه أول حلم وصعود للقسم الممتاز سنة 1983.

### كأس العرش
الفوز باللقب موسم 2005/2006 على حساب فريق حسنية أكادير بهدف اللاعب محمد مورصادي بعد أن خسر النهائي 4 مرات أمام الوداد البيضاوي 1989 بهدفين لصفر بمدينة الرباط وسنة 1994 بهدف لصفر بمدينة الدار البيضاء وأمام الفتح الرباطي سنة 1995 بهدفين نظيفين بالرباط وسنة 2005 أمام الرجاء البيضاوي بواسطة الضربات الترجيحية التي آلت للنسور ب4-5 بعد انتهاء اللقاء بالتعادل السلبي 0-0.
لتكون مباراة نهائي كأس العرش لسنة 2006 والتي أُجريت شهر نونبر 2006 ضد فريق حسنية أكادير بداية الألقاب الوطنية وكسر سوء الحظ الذي لازمه طويلا.

### المشاركات الخارجية
- سنة 1996 : توّج الفريق بطلا للبطولة العربية للأندية الفائزة بالكؤوس التي استضافتها الأردن.
- سنة 1997 : شارك في بطولة النخبة العربية الثالثة باسم بطولة القدس التي استضافها فريق الرجاء البيضاوي بالدار البيضاء المغربية حيث احتل الرتبة الثانية وراء الأهلي المصري الذي كان قد انتصر عليه الفريق الفوسفاطي في لقائهم الأول ب3-2.
- سنة 2006 : شارك في كأس الكونفدرالية الإفريقية ووصل إلى نظام المجموعات حيث احتل المركز الثاني وراء فريق الجيش الملكي المغربي وكان الأقرب إلى التأهّل إلى المباراة النهائية.

### قصة اللقب العربي
تأهل فريق أولمبيك خريبكة إلى كأس البطولة العربية السابعة للأندية أبطال الكؤوس التي استضافها نادي الوحدات الأردني من 13 إلى 22 ماي 1996 بحكم وصوله لنهاية كأس العرش سنة 1995 والتي خسرها أمام الفتح الرباطي بمجمع الأمير مولاي عبد الله في الرباط بهدفين لصفر.
وهكذا حكمت عليه القرعة بالتمركز في المجموعة الثانية إلى جوار كل من الفيصلي الأردني واتحاد قطر والموردة السوداني، وقد تأهل فريق أولمبيك خريبكة إلى نصف النهاية بعد تصدره لهاته المجموعة ليواجه فريق المدية الجزائري والذي انتصر عليه بهدفين مقابل واحد سجل للأولمبيك كل من محمد الزرقاوي د 69 وعبد الله حدومي د 71. وفي النهاية واجه فريق الفيصلي الأردني يوم 22 ماي 1996 بملعب الملك عبد الله في عمان بالأردن وانتصر عليه ب 3 أهداف لواحد من توقيع كل من الزوين والحبابي (هدفين) لصالح الأولمبيك وجريس تادرس لصالح الفيصلي.
كما حصل الفريق بالإضافة إلى أول لقب له، على جائزة الروح الرياضية وتوج لاعبه العربي حبابي أحسن لاعب بالبطولة.

## مركز التكوين
يعود الفضل الكبير في إحداث مركز تكوين اللاعبين إلى السيد المدير العام السابق فتاح حيث عهد للسادة محمد حمدي، أحمد شاربي، عبد العزيز المسفيوي بالسفر لفرنسا للاطلاع عن كتب على سير وتدبير مركزي تكوين اللاعبين بنادي سوشو ونانت باعتبارهما آنذاك نموذجا في التكوين.
وشهدت سنة 1994 إحداث مركز التكوين التابع لأولمبيك خريبكة حيث كانت البداية باستقدام الخبير البلجيكي أرمون دوروك للإشراف شخصيا على تاطير التداريب لفائدة الأطر الرياضية بالفريق الخريبكي.

## وصلات خارجية
- (بالفرنسية) الموقع الرسمي للنادي